# Katabáni nyelv
A katabáni (vagy qataban, katábi) a nyugati délsémi nyelvek közé tartozó ódélarab nyelv négy ismert dialektusának egyike. Az i. e. 8. és i. sz. 2. század között, a mai Jemen területén található, Timnai székhelyű katabáni királyságban és a környező területeken beszélték.
Nagyszámú feliratból ismert, írására az ódélarab írást használták.

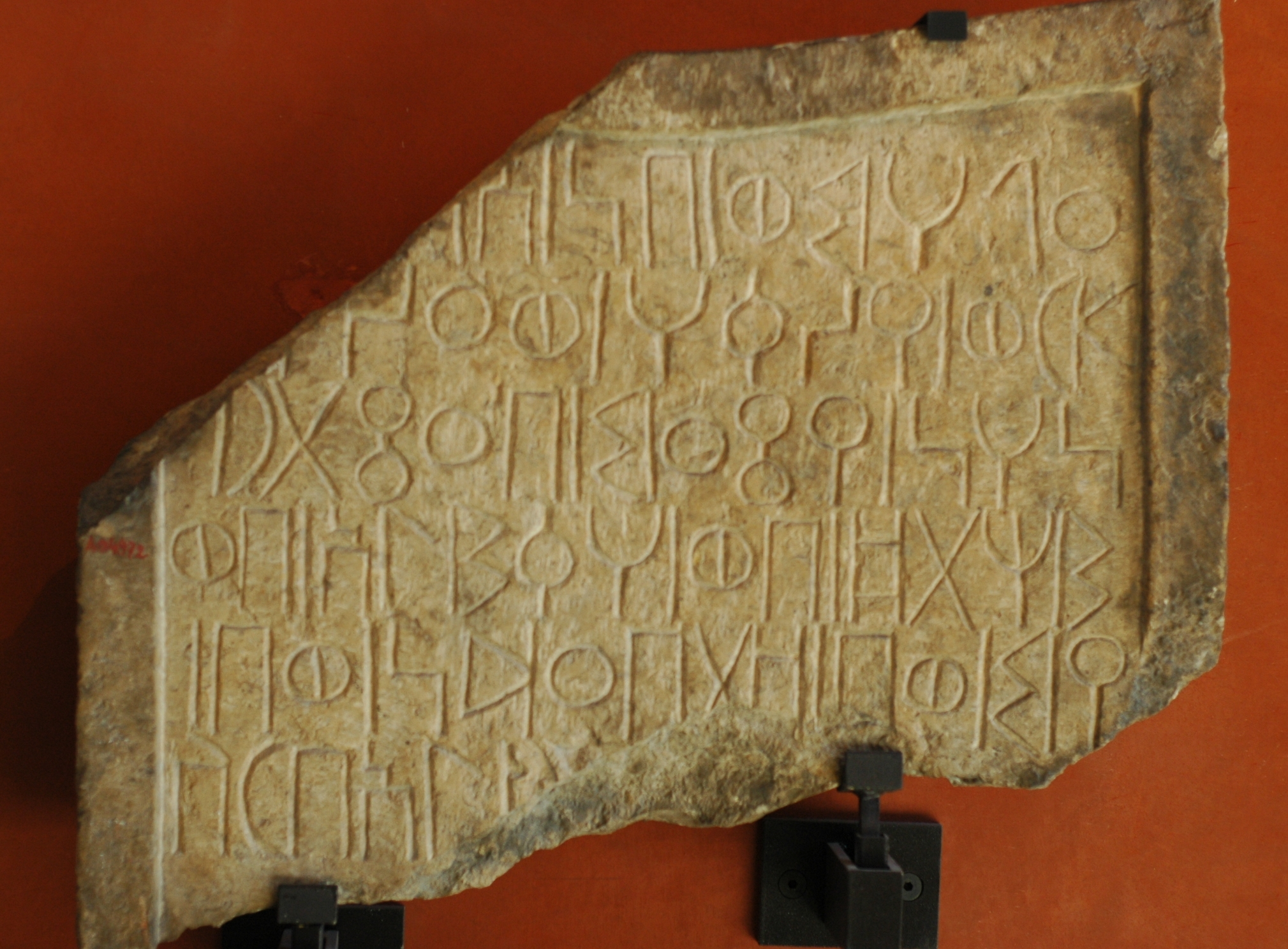
Alabástrom sztélé katabáni felirattal. I. sz. 1. század, Timna, Katabáni királyság, Jemen

## Külső hivatkozások
- CSAI: Corpus of South Arabian Inscriptions Az ódélarab feliratok digitális adatbázisa.
- SIL
- LinguistList Archiválva 2009. december 25-i dátummal a Wayback Machine-ben